# Меткаф (Міссісіпі)
Меткаф (англ. Metcalfe) — місто (англ. town) в США, в окрузі Вашингтон штату Міссісіпі. Населення — 816 осіб (2020).

## Географія
Меткаф розташований за координатами 33°27′2″ пн. ш. 91°0′7″ зх. д. / 33.45056° пн. ш. 91.00194° зх. д. (33.450590, -91.001831).  За даними Бюро перепису населення США в 2010 році місто мало площу 2,60 км², уся площа — суходіл.

## Демографія
Згідно з переписом 2010 року, у місті мешкало 1067 осіб у 396 домогосподарствах у складі 269 родин. Густота населення становила 411 особа/км².  Було 434 помешкання (167/км²).
Расовий склад населення:
| - 95,2 % — чорних або афроамериканців - 3,4 % — білих - 0,1 % — вихідців з тихоокеанських островів |

До двох чи більше рас належало 0,7 %. Частка іспаномовних становила 1,0 % від усіх жителів.
За віковим діапазоном населення розподілялося таким чином: 34,9 % — особи молодші 18 років, 55,8 % — особи у віці 18—64 років, 9,3 % — особи у віці 65 років та старші. Медіана віку мешканця становила 28,8 року. На 100 осіб жіночої статі у місті припадало 80,8 чоловіків;  на 100 жінок у віці від 18 років та старших — 65,5 чоловіків також старших 18 років.
Середній дохід на одне домашнє господарство  становив 23 229 доларів США (медіана — 18 393), а середній дохід на одну сім'ю — 27 297 доларів (медіана — 24 706). Медіана доходів становила 30 200 доларів для чоловіків та 22 000 доларів для жінок. За межею бідності перебувало 49,2 % осіб, у тому числі 55,8 % дітей у віці до 18 років та 29,1 % осіб у віці 65 років та старших.
Цивільне працевлаштоване населення становило 280 осіб. Основні галузі зайнятості: освіта, охорона здоров'я та соціальна допомога — 27,5 %, роздрібна торгівля — 17,9 %, мистецтво, розваги та відпочинок — 17,9 %.